# Andrea Cipressa
Andrea Cipressa (Velence, 1963. december 14. –) olimpiai és világbajnok olasz tőrvívó, edző.